# Frigider

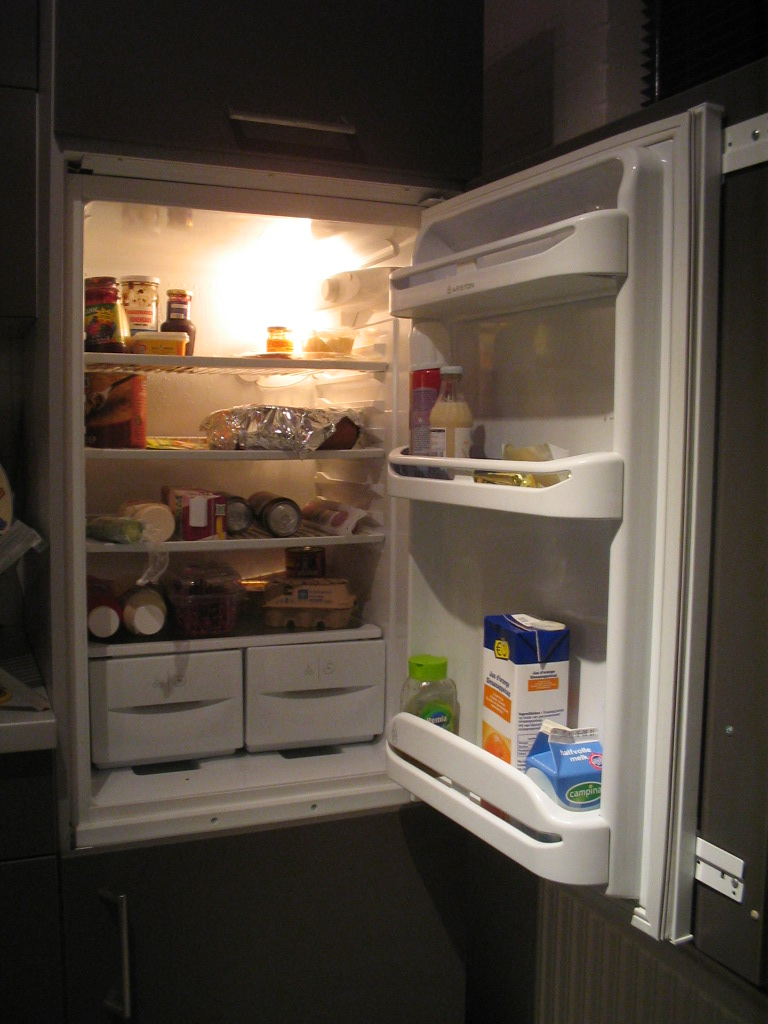
Frigider

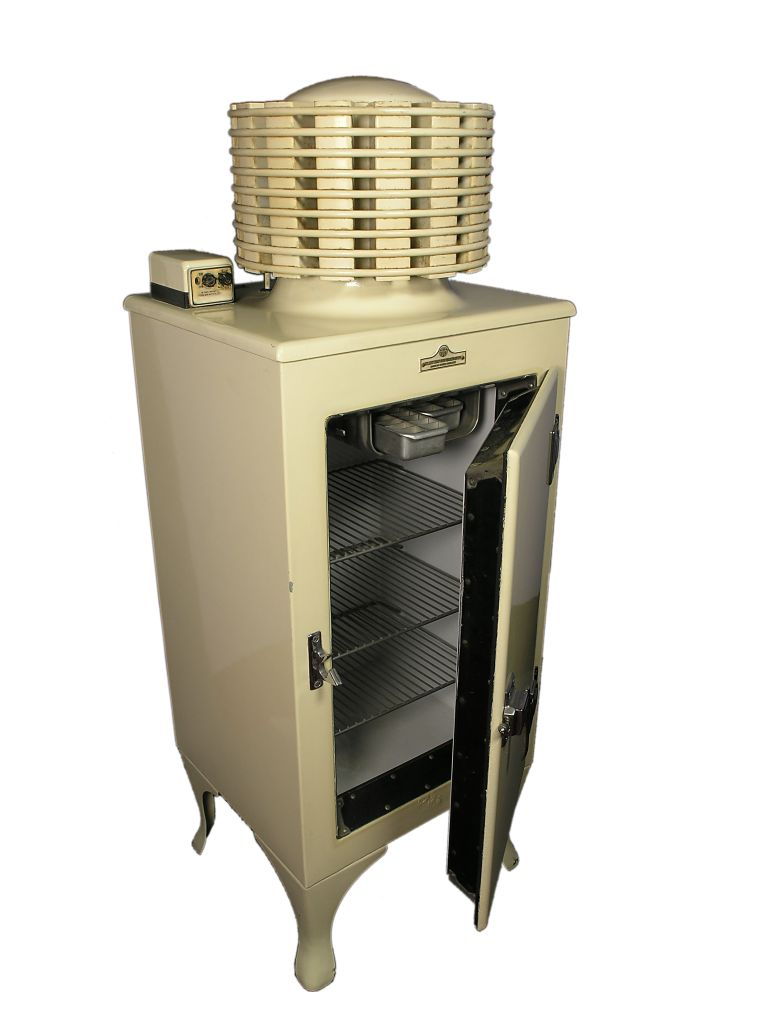
Un frigider electric de la începuturi, cu un schimbător de căldură cilindric în partea de sus. Acum la Thinktank, Muzeul Științei din Birmingham.

Un frigider este un aparat sau o instalație pentru producerea și menținerea frigului, adică a temperaturii mai joase decât a mediului ambiant, principiu descoperit de Carl von Linde. Se compune de obicei dintr-o incintă izolată termic (un dulap) și răcită de o instalație producătoare de frig, o pompă de căldură care scoate căldura din interior, aducând incinta la temperatură mai mică decât cea a mediului ambiant. Folosirea frigiderelor este larg răspândită în domeniul casnic, fiind folosite în bucătărie pentru conservarea alimentelor. Instalațiile mai mari, folosite în industrie și în alimentația publică sunt cunoscute ca instalații frigorifice.
Răcirea frigiderelor se poate face:
- cu un rezervor care conține un material cu punct de topire scăzut (gheață, zăpadă carbonică);
- cu o mașină frigorifică, care poate fi absorbție sau cu compresor.

## Refrigerare
Refrigerarea este folosită pentru stocarea alimentelor pentru a inhiba acțiunea distructivă a bacteriilor, drojdiilor și mucegaiului. 
Înainte de inventarea aparatelor mecanice de refrigerare, metodele de păstrare a alimentelor la rece presupuneau construcția unor beciuri în pământ în care erau stocate gheața și zăpada din timpul iernii. 
Principiul după care funcționează refrigerarea, adică tendința anumitor lichide care se evaporă de a absorbi căldură, ducând astfel la răcirea aerului dimprejur, a fost observat încă din urmă cu câteva secole de către chinezi și, ulterior, de către italieni, însă abia în secolul XVIII scoțianul William Cullen a reușit prima refrigerare artificială la Universitatea din Glasgow. Primele mașini de refrigerare au apărut la începutul secolului XIX construite de inventatori britanici și americani ca Oliver Evans, Michael Faraday, Jacob Perkins și John Gorrie. Însă primul aparat frigorific practic și realizabil la scară industrială a fost construit de germanul Carl von Linde în 1876, care a patentat procesul de lichefiere a gazului în cantități mari. La început, Carl von Linde a folosit amoniac, pe care l-a înlocuit cu freon. Deja, la jumătatea secolului XX, peste 80% dintre gospodăriile americane erau dotate cu frigidere, iar în prezent în Statele Unite și în cele mai multe dintre statele dezvoltate sunt tot atâtea frigidere câte gospodării există. 

## Modalități de folosire corectă
În frigider, alimentele trebuie aranjate în funcție de tipul acestora. În congelator se pot pune carnea, peștele și legumele congelate. În răcitor, pe rafturile superioare se așază mezelurile și alimentele gătite, în vreme ce legumele și fructele proaspete se spală înainte de introducerea în frigider și se așază pe rafturile inferioare sau în lada special concepută pentru legume și fructe. Ouăle trebuie spălate apoi introduse în compartimentele special concepute pentru acestea. Mezelurile trebuie împachetate înainte de a fi introduse în frigider. 
Calitatea recipientelor în care așezi alimentele este foarte importantă pentru păstrarea prospețimii acestora și pentru confortul tău. Este recomandat să nu așezi pe același raft carnea crudă și mâncarea gătită pentru că se pot transmite bacterii care să strice mâncarea. Brânza și produsele lactate trebuie așezate în recipiente de plastic pentru că laptele este un mediu propice înmulțirii bacteriilor. 
Lasă spațiu în jurul alimentelor pentru ca aerul rece să circule liber. 
Este de evitat de asemenea aglomerarea prea mare a frigiderului. Un astfel de frigider se poate transforma într-o adevărată „bombă bacteriologică”. Salata verde, castraveții și strugurii nu trebuie congelate iar fasolea verde, varza, conopida, guliile și spanacul trebuie fierte trei minute înainte de congelare. Cea mai sigură și sănătoasă metodă de dezghețare este ca alimentele să fie lăsate la temperatura frigiderului.

## În România

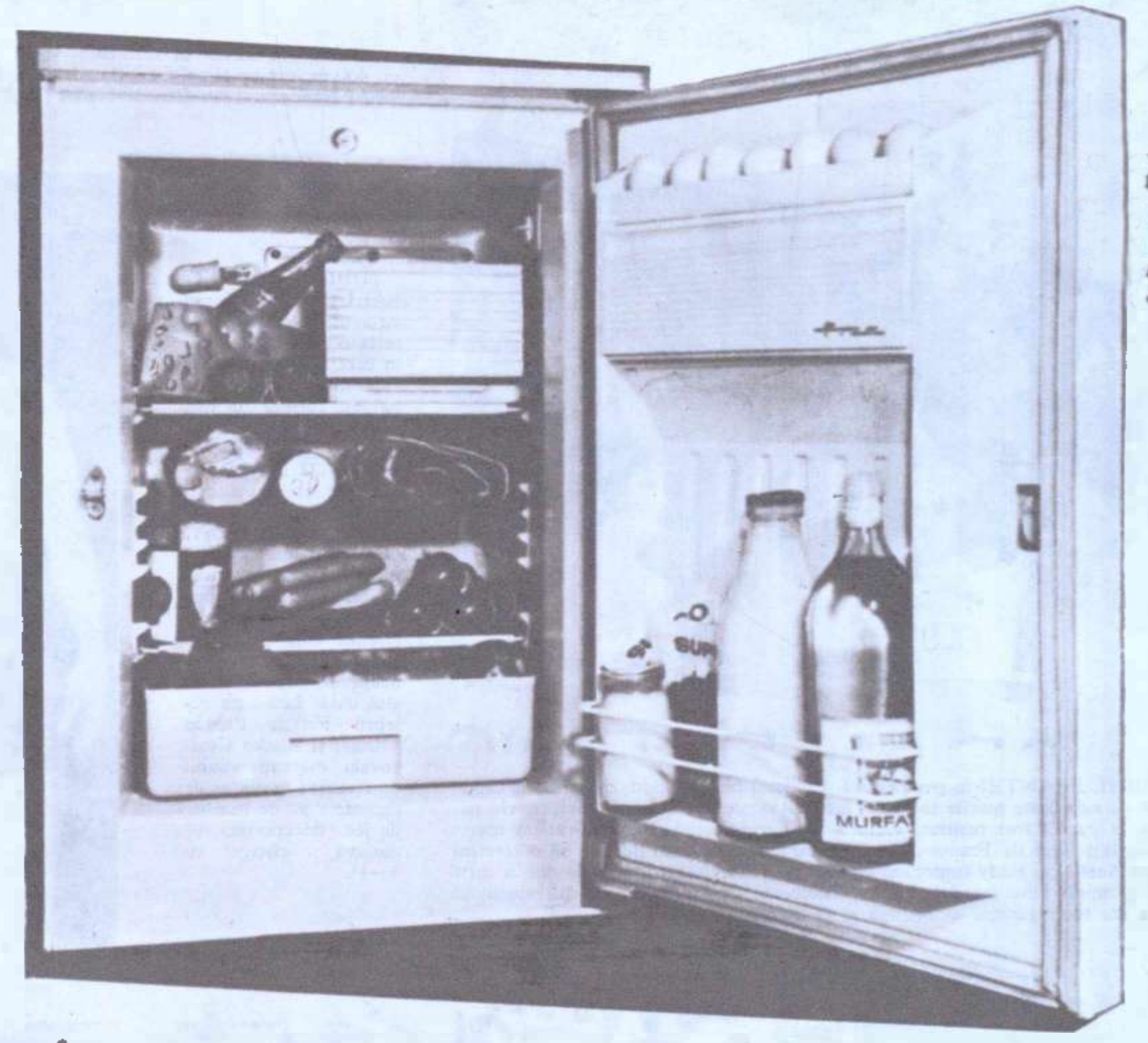
Frigiderul FRAM 70

Primele frigidere din România s-au construit în anul 1956 la U.M.E.B. (Uzina de Mașini Electrice București), denumită pe atunci „Klement Gottwald”. Purtau denumire de Pinguin, funcționau pe sistemul cu absorbție (precum Fram, care au fost produse însă ulterior) și nu aveau termostat. Capacitatea era de circa 80 litri (însă frigiderul de aproape 2 ori mai înalt decât un Fram) și funcționau circa 5.500 de ore pe an (Fram funcționa circa 4.500). În 1963 Uzina Mecanică din Sadu (Gorj), fabrică de armament, se începe fabricarea frigiderelor Fram. La începutul anilor '70 , pe baza unei licențe cumpărate din Franța, începe fabricarea la fabrica Arctic din Găești a primelor frigidere românești cu compresor. În perioada de până în 1985, frigiderele Arctic acopereau peste 95% din piața românească de profil, o parte importantă a producției fabricii Arctic orientându-se și către export. 
În prezent, principalii producători de echipamente frigorifice sunt Frigotehnica, DAAS Ploiești, Marco&Alex București și Davicani Brașov.
Piața de echipamente frigorifice din România a fost de circa 30 milioane euro în 2010.

## Smart fridge (Frigider Inteligent)

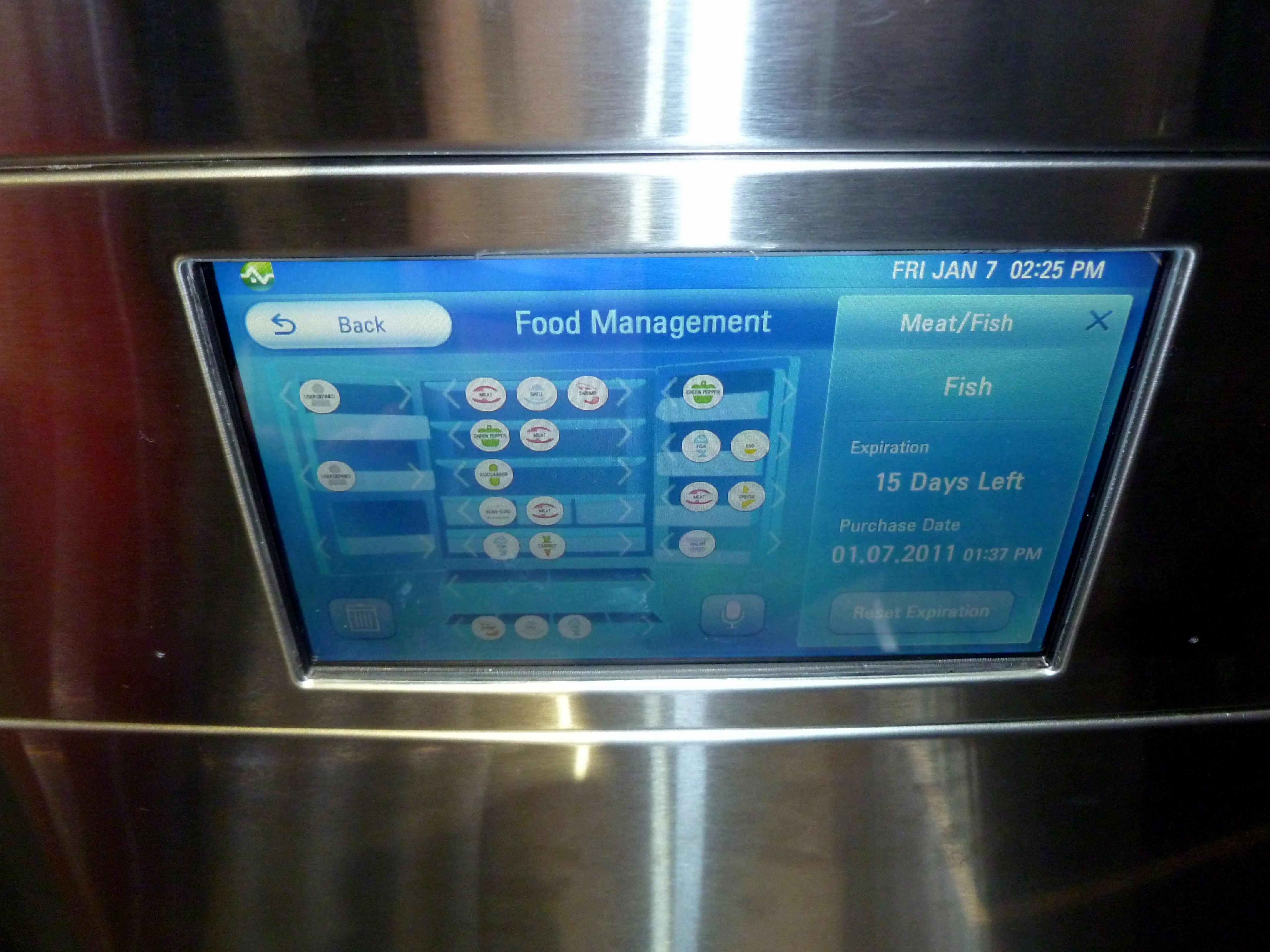
Frigider Inteligent LG

Frigiderul Inteligent este un frigider care are un ecran tactil și un sistem de operare. Cu alte cuvinte, este un frigider cu un fel de tabletă (în general foarte mare) care se află pe acesta.